# 애서배스카호

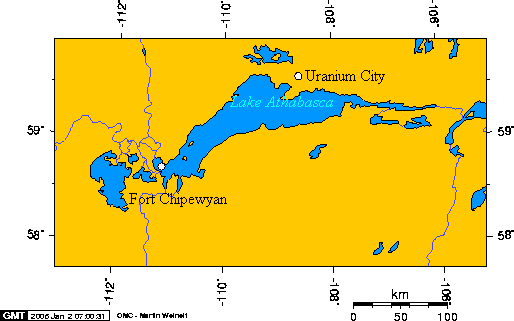

애서배스카호(Lake Athabasca)는 캐나다의 서스캐처원주 북서부와 앨버타주의 북동부에 걸쳐 있는 호수이다. 면적은 약 7,850km2로 서스캐처원과 앨버타에서 가장 큰 호수이자 캐나다에서 8번째로 큰 호수이다. 26%는 앨버타, 74%는 서스캐처원 영역 내에 있다. 애서배스카강 등이 이곳으로 흐르며, 물은 여기서 북쪽으로 슬레이브강으로 흘러나가 그레이트슬레이브호를 거쳐 매켄지강을 통해 대서양으로 나간다. 명칭은 "풀들이 늘어서 있는 곳"을 의미하는 삼림 크리어 aðapaskāw에서 유래했다.

## 정착지
앨버타 주 최초의 유럽인 정착지 중 하나인 포트 치퍼와이언(Fort Chipewyan)이 서쪽 기슭에 있으며 동쪽 기슭에는 데네족 자치구역이자 정착지인 퐁뒤라크(Fond du Lac)가 있다. 북쪽 기슭에 인구가 100명을 넘지 않는 우라늄시티(Uranium City)와 캠셀포티지(Camsell Portage)가 있다.